# Reinhard Häfner
Reinhard Häfner (Sonneberg, 1952. február 2. – Drezda, 2016. október 24.) olimpiai bajnok keletnémet válogatott német labdarúgó, középpályás, edző.

## Pályafutása

### Klubcsapatban
A BSG Motor Sonneburg csapatában kezdte a labdarúgást, majd a Rot-Weiß Erfurt korosztályos csapatában folytatta, ahol 1970-ben mutatkozott be az első csapatban. Egy idény után a Dynamo Dresden labdarúgója lett, ahol 17 éven át szerepelt. A drezdai csapattal négy-négy bajnoki címet és keletnémet kupa győzelmet ért el. 1988-ban vonult vissza az aktív játéktól.

### A válogatottban
1971 és 1984 között 54 alkalommal szerepelt a keletnémet válogatottban és négy gólt szerzett. Tagja volt az 1972-es müncheni olimpián bronz- és az 1976-os monréáli olimpián aranyérmes válogatottnak.

### Edzőként
1990-91-ben a Dynamo Dresden, 1993 és 1996 között a Chemnitzer FC vezetőedzője volt. Ezt követően az 1. SC Sonneberg, majd az SSV Erfurt-Nord szakmai munkáját irányította. 2000 és 2002 között a Hallescher FC, 2009 és 2011 között az SV Grün-Weiß Langeneichstädt, 2011 és 2016 között az 1. FC Radebeul csapatainál tevékenykedett.

## Sikerei, díjai
NDK
- Olimpiai játékok
  - aranyérmes: 1976, Montréal
  - bronzérmes: 1972, München

 Dynamo Dresden
- Keletnémet bajnokság (Oberliga)
  - bajnok (4): 1972–73, 1975–76, 1976–77, 1977–78
- Keletnémet kupa
  - győztes (4): 1977, 1982, 1984, 1985